# 卓娅·尼古拉耶芙娜·亚先科
卓娅·尼古拉耶芙娜·亚先科（俄语：Зоя Николаевна Ященко，1972年2月29日—）是一位俄罗斯歌手、诗人、音乐家，“白卫军”乐队创始人和主唱。她在1972年2月29日出生于苏联乌克兰波尔塔瓦，曾就读于新闻系，后在莫斯科学习吉他。1993年组建了“白卫军”乐队并活跃至今。